# أسعد رحال
أسعد رحال (القرن 19 - 1927) هو طبيب وإعلامي لبناني.

## حياته ونِشأته
من مواليد حاصبيا، استوطن في مرجعيون بعد أحداث 1860م، تحوّل عن الأرثذكسية إلى البروتستانتية، وتخرّج طبيبا من الجامعة الأمريكية في بيروت عام 1883م، وعمل طبيبا في مرجعيون، استقرّ في النبطية بعد أحداث 1920 م، ثمّ عاد إلى مرجعيون حيث توفي سنة 1927م.

## اسهامات
أسس مطبعة الترقّي في مرجعيون على أثر إعلان الدستور العثماني.
أصدر جريدة المرج في 25 كانون الأول 1909م.